# Just Listen to the Song
Just Listen to the Song (яп. フツーに聞いてくれ, Futsū ni Kiitekure, укр. Просто послухай пісню або Просто поринь у пісню) — японський ван-шот, написаний Тацукі Фудзімото та проілюстрований Ото Тода. Його було опубліковано на веб-сайті Shonen Jump+ у липні 2022 року.

## Сюжет
Підліток закохався в дівчину, яка ходила з ним в одну школу. Завантаживши відео, де він співає пісню про кохання під гітару на YouTube, він дав дівчині посилання на відео в надії отримати відповідь. Дівчина відкинула зізнання хлопця і вважала його обличчя на відео смішним, тому вона поділилася ним зі своїми однокласниками, чим викликала глузування над хлопцем. Зневірившись, підліток спочатку планував видалити завантажене відео, але виявив, що кількість глядачів несподівано різко зросла, оскільки в певний момент на відео відбулося надприродне явище — поява привида, і ним поділилася велика кількість людей. Відтоді відео стало інтернет-сенсацією, не лише досягнувши 400 мільйонів переглядів на YouTube, але й отримавши коментарі на кшталт «прокрутіть пісню задом наперед і ви побачите критику американської культури володіння зброєю» або «перекладіть пісню на іспанську мову і ви побачите, що її зміст ставить під сумнів існування Бога». Навіть президент Сполучених Штатів Америки, який перебуває за кордоном в Японії, долучився до дискусії. Коли люди очікували, що він завантажить нову роботу, він зняв відео під назвою «Просто послухай пісню», але цього разу це було звичайне відео, де він сам грає та співає, яке одразу ж було проігнороване всіма без жодного галасу. Одного разу, коли хлопець сидів у трамваї, до нього підсіла молода дівчина і показала йому музику на своєму мобільному телефоні — ту саму пісню про кохання з відео, яке було присвячено їй. Вона розповіла, що зрозуміла, що пісня про кохання, яку він співав у відео, була про часи у молодших класах середньої школи, коли вони малювали один одного на уроках малювання. Дізнавшись, що дівчина знає про сенс його пісні, хлопець сором'язливо схилив голову і слухав пісню разом з дівчиною.

## Публікація
Написаний Тацукі Фудзімото та проілюстрований Ото Тода, ван-шот був випущений на веб-сайті Shonen Jump+ Shueisha 4 липня 2022 року.
Viz Media та Manga Plus опублікували ван-шот англійською мовою одночасно з його релізом у Японії.

## Сприйняття
Брайан Сальваторе з Multiversity Comics похвалив історію, незважаючи на коротку довжину манґи, особливо за те, що в ній залишилося кілька моментів для власної інтерпретації; Сальваторе також високо оцінив художню роботу Тоди. Однак Сальваторе відчув, що манга час від часу підказує читачеві, про що думати. Казуші Шімада з Real Sound високо оцінив творчість Тоди та сенс історії про пошук глибшого сенсу в мистецтві. Шимаді також сподобалося, що історія була залишена розпливчастою та відкритою для тлумачення в деяких місцях.